# New Utrecht Avenue / 62nd Street
New Utrecht Avenue / 62nd Street – stacja metra nowojorskiego, na linii D i N. Znajduje się w dzielnicy Brooklyn, w Nowym Jorku i zlokalizowana jest pomiędzy stacjami 55th Street, Fort Hamilton Parkway oraz 71st Street i 18th Avenue. Została otwarta 22 czerwca 1915.